# Лазейкин Олександр Валерійович
Олександр Валерійович Лазейкин (нар. 22 листопада 1982, Василівка) — український спортивний стрілець. Лазейкин представляв Україну на літніх Олімпійських іграх 2008 року в Пекіні, де разом із товаришем по команді Артуром Айвазяном він брав участь у змаганнях з пневматичної гвинтівки на 10 м серед чоловіків. Він фінішував лише на одинадцятому місці на одне очко відставши від австрійця Томаса Фарніка в останній спробі, загальний рахунок 594 очок.